# 96-я улица (линия Бродвея и Седьмой авеню, Ай-ар-ти)
|   |     |   |   |     |     |   |   |     |   |
| · | · л | · | · | · э | · э | · | · | · л | · |

|   |     |   |   |     |     |   |   |     |   |
| · | · л | · | · | · э | · э | · | · | · л | · |

«96-я улица» (англ. 96th Street) — станция Нью-Йоркского метрополитена, расположенная на линии Бродвея и Седьмой авеню, Ай-ар-ти.  На станции останавливаются маршруты: 1 (круглосуточно), 2 (круглосуточно) и 3 (круглосуточно). Экспресс-пути используются маршрутами 2 (круглосуточно, кроме ночи) и 3 (круглосуточно). Локальные пути используются маршрутами 1 (круглосуточно) и 2 (ночью). Она представлена двумя островными платформами, обслуживающими четыре пути.
Станция была открыта 27 октября 1904 года в составе первой очереди сети Interborough Rapid Transit Company (IRT). В это время поезда ходили от станции City Hall до 145th Street.
В 1950-х было удлинение станции в южном направлении, до 93-й улицы. Из-за этого была закрыта станция 91-я улица, так как расстояние от нового выхода до данной станции уменьшилось.
Севернее станции, примерно после 100-й улицы, экспресс-пути уходят глубже в грунт, образуя линию Ленокс-авеню, и поворачивают на восток, в сторону Центрального парка, пересекают линию Восьмой авеню в районе станции 103-я улица (не имея пересадки на неё и даже вообще станции в этом месте), а затем на север, в сторону Ленокс-авеню (маршруты 2 и 3). Там же, после 100-й улицы, от идущих прямо на север локальных путей (маршрут 1) отходит другой экспресс-путь, идущий между ними, который почти не используется.
Изначально станция имела не только две островные платформы, но и две боковые, что позволяло ускорить высадку и посадку пассажиров. На боковые платформы вели входы с тротуаров Бродвея. Когда длина поезда в метро была увеличена с 5 до 10 вагонов, только островные платформы были продлены, а боковые были закрыты — они остались только как часть входа на станцию. В 2010 году на станции был построен новый входной павильон, расположенный на разделительной аллее Бродвея, лестницы с него были проведены на островные платформы, а входы, ведшие с обоих южных углов Бродвея и 96-й улицы на боковые платформы, ликвидированы.
Эта станция была одной из трёх станций, на которых снимали сцены для фильма «Воины» 1979 года.

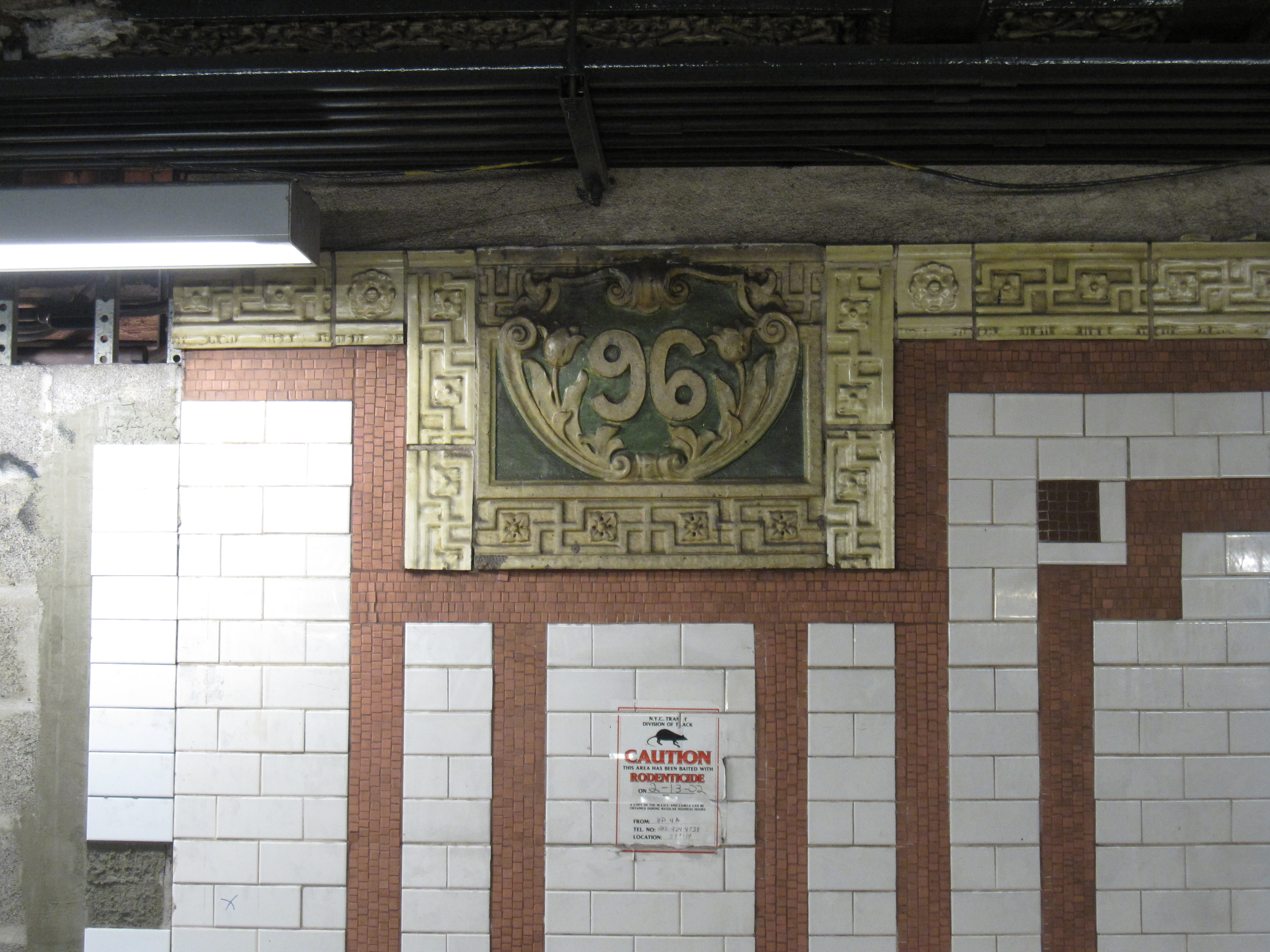
Оригинальный картуш с числом 96
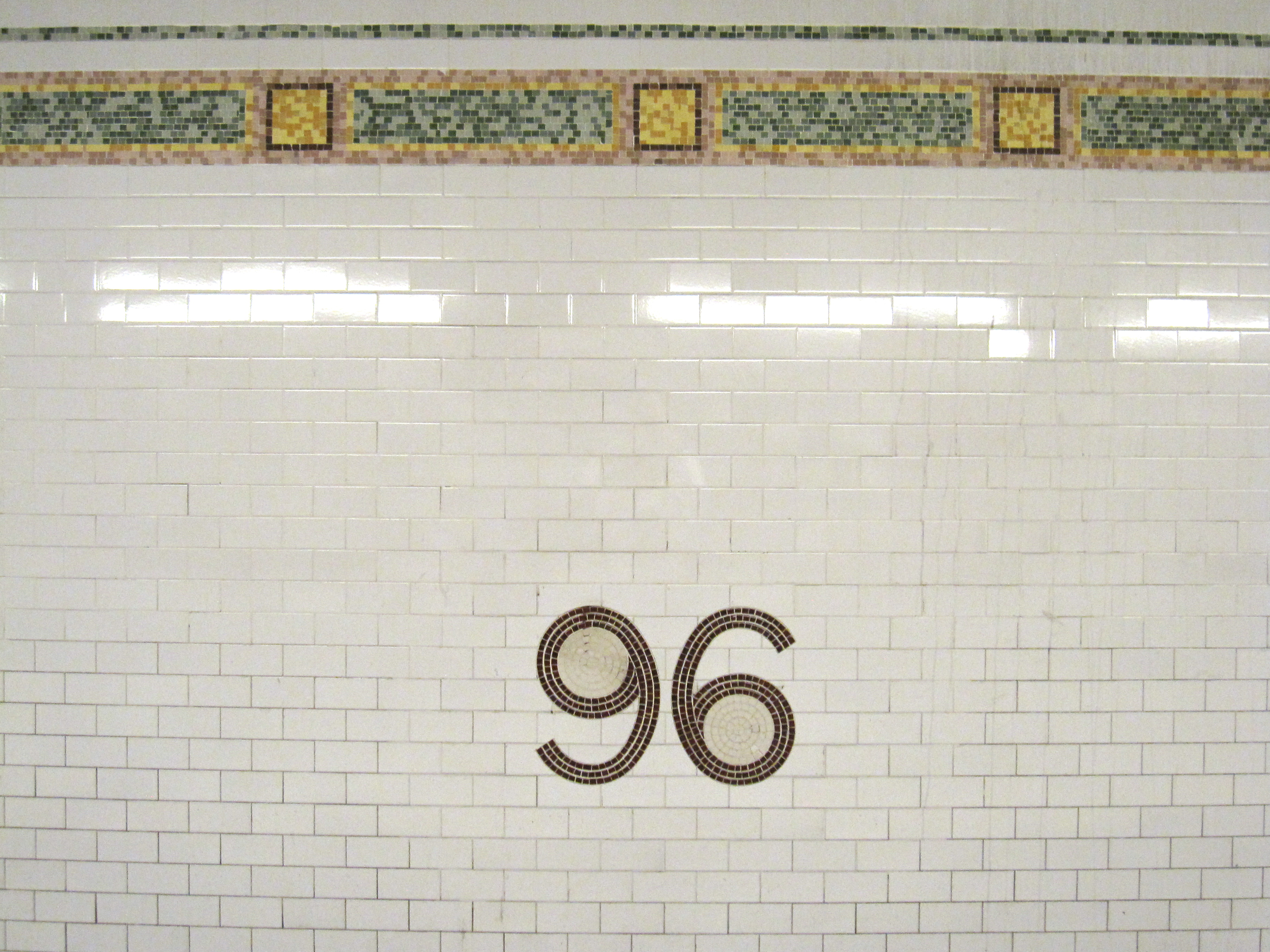
Современная мозаика
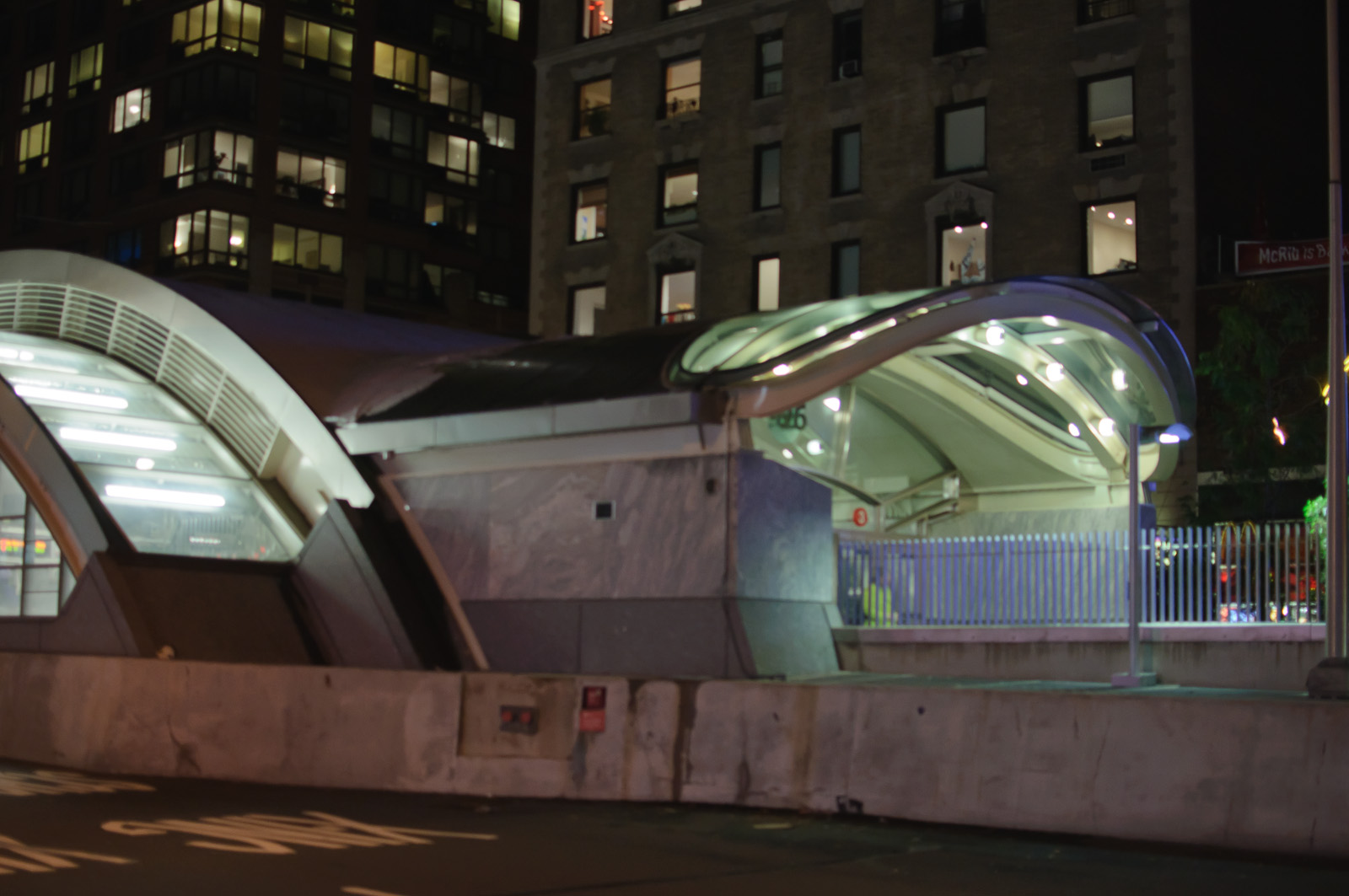
Новый входной павильон